# Межклетники
Межклетники — пространства, возникающие в тканях растений при разъединении, разрушении, росте или отмирании соседних клеток. Наиболее крупные межклетники характерны для воздухозапасающей паренхимы (аэренхимы) водных растений и благодаря им происходит газообмен между клетками и окружающей средой. Межклетники заполнены воздухом, но также могут вмещать продукты выделительных тканей (смолы, эфирные масла, слизи и т. д.).
По способу образования различают 3 типа межклетников:
- схизогенные — возникают в результате разъединения соседних клеток в процессе их роста и дифференцировки;
- лизигенные межклетники (например, секреторные вместилища в листьях эвкалипта, ясенца, в наружном слое околоплодника плодов цитрусовых и др.) — следствие растворения группы клеток;
- смешанного происхождения: образованные схизогенно, они увеличиваются рексигенно или лизогенно.